# Desmond Connell

Wappen mit dem Wahlspruch „Secundum verbum tuum“ („Nach deinem Wort“) aus dem Angelus

Desmond Kardinal Connell (* 24. März 1926 in Dublin; † 21. Februar 2017 ebenda) war ein irischer römisch-katholischer Geistlicher und Erzbischof von Dublin.

## Leben
Desmond Connell studierte in Dublin Katholische Theologie und Philosophie und empfing am 19. Mai 1951 das Sakrament der Priesterweihe für das Erzbistum Dublin. Ein weiterführendes Studium an der Katholischen Universität Löwen schloss er mit der Promotion im Fachbereich Systematische Philosophie ab. Ab 1953 unterrichtete er in der Sektion für Metaphysik am University College Dublin.
Im Jahr 1972 wurde er an derselben Hochschule ordentlicher Professor für das Gesamtgebiet der Metaphysik und Leiter der Fakultät für Philosophie und Soziologie. In Anerkennung seiner zahlreichen Veröffentlichungen zu theologischen und philosophischen Themen verlieh ihm die Nationaluniversität von Irland im Jahre 1981 einen literaturwissenschaftlichen Doktortitel. Neben seinen Dozententätigkeiten betreute Desmond Donnell als Seelsorger ein Klarissenkloster und zwei Karmelitinnenklöster.
Papst Johannes Paul II. ernannte ihn am 21. Januar 1988 zum Erzbischof von Dublin. Die Bischofsweihe spendete ihm der Apostolische Nuntius in Irland, Erzbischof Gaetano Alibrandi, am 6. März desselben Jahres; Mitkonsekratoren waren Joseph Carroll, Generalvikar und Weihbischof in Dublin, und Brendan Oliver Comiskey, Bischof von Ferns. Im Konsistorium vom 21. Februar 2001 nahm ihn Papst Johannes Paul II. als Kardinalpriester mit der Titelkirche San Silvestro in Capite in das Kardinalskollegium auf. Am 26. April 2004 trat er altersbedingt als Erzbischof von Dublin zurück; sein Nachfolger wurde Diarmuid Martin.

## Kommission zur Aufklärung von Kindesmissbrauch in Irland
Kardinal Connell klagte gegen seinen Nachfolger im Amt Diarmuid Martin, um die Herausgabe einiger tausend Dokumente zu verhindern. Er erregte damit großes Aufsehen und Unruhe unter den irischen Katholiken und bei den Opfern von sexuellem Missbrauch.
Seán Brady, Erzbischof von Armagh und Primas der römisch-katholischen Kirche von ganz Irland, bewog ihn, seine Klage gegen die Herausgabe der Dokumente zurückzuziehen. Connells Nachfolger, Erzbischof Diarmuid Martin, hatte die Dokumente der Kommission zur Untersuchung des Umgangs der Erzdiözese Dublin mit dem Kindesmissbrauch durch Kleriker in den Jahren 1975 bis 2004 übergeben wollen.
2009 wurde Connell im Murphy-Bericht als einer der Bischöfe genannt, die kirchliche Täter, die zum Teil über Jahrzehnte hinweg hunderte Kinder schwer missbraucht hatten, in Schutz nahmen, statt ihnen Einhalt zu gebieten, und den Opfern damit jede Hilfe verweigerten. Mehrere Bischöfe mussten daraufhin zurücktreten, nachdem auch der Vatikan sich empört über die Vorgänge in Irland geäußert hatte.

## Mitgliedschaften
Kardinal Connell war Mitglied folgender Dikasterien der Römischen Kurie:
- Kongregation für die Glaubenslehre (seit 2001)[6]
- Kongregation für die Bischöfe (seit 2001)[6]
- Päpstlicher Rat für die Laien (bestätigt 2001)[7]